# 大果德钦杨
大果德钦杨（学名：Populus haoana var. macrocarpa）为杨柳科杨属下的一个变种。

## 扩展阅读
- 維基物種上的相關：大果德钦杨